# Donderslaghoeve
De Donderslaghoeve is een domein nabij Plokrooi, een gehucht dat behoort tot Wijshagen. Het domein is gelegen in de Limburgse Kempen.

## Geschiedenis
Het goed Donderslag, gelegen in de vroegere gemeente Wijshagen, aanvankelijk zeer afgelegen, te midden van heide, vennen en moerassen, op de grens met de dorpen Meeuwen, Gruitrode en Opglabbeek, heeft een geschiedenis die teruggaat tot 1117. Tot op het einde van de 18e eeuw was het goed eigendom van kapittels en kloosterorden, met als laatste de cisterciënzerinnenabdij van Herkenrode.
Nabij deze hoeve heeft de bloedige Slag van Sint-Nicolaasdag 1648 plaatsgevonden.
In 1797, in de Franse tijd, werden de goederen van de abdij onteigend en werd het domein voor het eerst publiek verkocht aan privépersonen. Daarna was er regelmatig overdracht van eigendom door verkoop of erfenis. Soms hadden de privé-eigenaars er hun domicilie, maar gewoond hebben ze er nooit. In maart 1964 verliet de laatste pachter de hoeve. Daarop werd de Donderslaghoeve een laatste maal verkocht en vanaf 1967 werden alle bedrijfsgebouwen wegens leegstand en bouwvalligheid afgebroken. Daarmee verdween de Donderslaghoeve helemaal uit het landschap.
De hoeve op het domein lag moeilijk bereikbaar tot eind jaren '50 van de 20e eeuw, toen de verbinding voor gemotoriseerd verkeer tussen Meeuwen en Genk (N76) tot stand kwam.

## Natuurgebied
Tegenwoordig bevindt zich op deze plaats het Domein Donderslag, waar nog oude eiken- en beukenlanen te vinden zijn. Het is een stil gebied, gekenmerkt door heide, vennen, stuifduinen, bossen en weilanden. Een deel ervan wordt beheerd door het Agentschap voor Natuur en Bos. In dit gebied zijn een aantal gemarkeerde wandelingen uitgezet. Zie ook: Donderslagse Heide